# 貝沃河 (埃姆斯河支流)

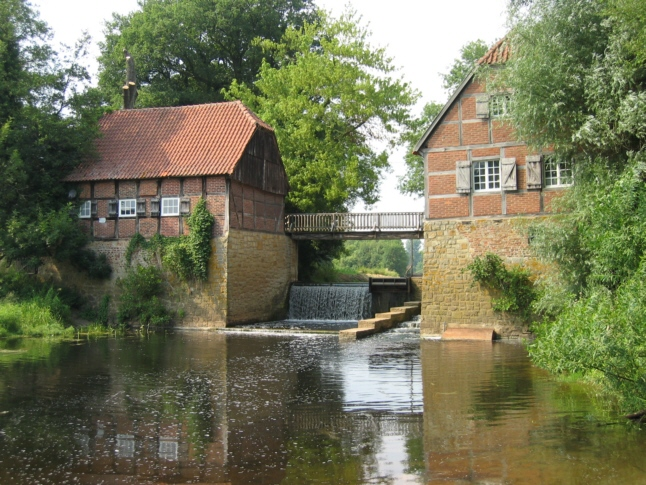

貝沃河（德語：Bever），是德國的河流，位於該國西部，處於北萊茵-威斯特法倫州，屬於埃姆斯河的右支流，河道全長39.5公里，流域面積217平方公里，發源自條頓堡林山。